# 卵叶白绒草
卵叶白绒草（学名：Leucas martinicensis）为唇形科绣球防风属下的一个种。

## 扩展阅读
- 維基物種上的相關：卵叶白绒草